# Garland (Texas)
Garland è un comune degli Stati Uniti nella contea di Dallas, nello stato del Texas.
Trattasi di un sobborgo nord-orientale di Dallas; fa parte della grande area metropolitana di Dallas-Fort Worth Metroplex.
Vi ha sede uno stabilimento della consociata americana del gruppo Mapei, che produce malta e adesivi.

## Geografia fisica
Secondo lo United States Census Bureau, ha un'area totale di 57,1 miglia quadrate (147,9 km²).

## Società

### Evoluzione demografica
Abitanti censiti (in migliaia)

Secondo il censimento del 2010, c'erano 226 876 persone.

### Etnie e minoranze straniere
Secondo il censimento del 2010, la composizione etnica della città era formata dal 57,5% di bianchi, il 14,5% di afroamericani, lo 0,8% di nativi americani, il 9,4% di asiatici, lo 0,04% di oceaniani, il 14,4% di altre razze, e il 3,3% di due o più etnie. Ispanici o latinos di qualunque razza erano il 37,8% della popolazione.

## Geografia antropica

### Suddivisioni storiche e amministrative
- Duck Creek[8]
- Centerville[9]
- Embree[10]
- Rose Hill[11]
- Travis College Hill Addition[12]

## Economia
Secondo il sito di "Economic Development Partnership", i principali datori di lavoro della città sono:
| #  | Datore di lavoro      | # di dipendenti |
| -- | --------------------- | --------------- |
| 1  | Garland ISD           | 7 300           |
| 2  | Città di Garland      | 2 000           |
| 3  | Baylor Medical Center | 1 185           |
| 4  | Kraft Foods           | 650             |
| 5  | US Food Service       | 520             |
| 6  | Hatco (Resistol)      | 401             |
| 7  | L3 Communications     | 400             |
| 8  | SilverLine Window     | 400             |
| 9  | KARLEE                | 330             |
| 10 | Atlas Copco           | 300             |